# 横山重長
横山 重長（よこやま しげなが、元禄3年（1690年） - 宝暦2年（1752年）11月26日）は、横山定泰の長男。通称忠左衛門。美作国英田郡（現在の岡山県美作市）の郷士。
天正5年（1577年）羽柴秀吉の上月城攻撃により落城で逃れた横山義祐の後裔で、江戸時代に美作国英田郡で、旧族郷士として共に英田郡粟井に連れてきた石生氏、荒尾氏、登尾氏とともに、粟井において、農村の治安の維持の役割を果たした。末裔は今も、屋号惣田免として名残を留めている。